# Hugo Hamilton (ingenjör)
Hugo Vilhelm Karl Hampus Hamilton, född 25 september 1910 i Engelbrekts församling i Stockholm, död 25 juli 1989 i Västlands församling i Uppsala län, var en svensk greve och ingenjör.
Hugo Hamilton var son till översten, greve Adolf Hamilton och Ebba Mörner af Morlanda samt sonson till Hugo Hamilton. Familjen tillhör den grevliga ätten Hamilton. Efter studentexamen i Uppsala 1929 gick han Krigsskolan från vilken han examinerades 1932 och blev officer vid Bodens artilleriregemente (A8) samma år. Han gick också på Artilleri- och ingenjörhögskolan (AIHS) 1934–1938 och var kapten vid Fälttygkåren 1941–1945 men lämnade sedan den militära banan.
Hamilton hade även en civil karriär och gick Kungliga Tekniska Högskolan (KTH) 1939–1941 där han avlade civilingenjörsexamen, verkade senare som chefsmetallurg och produktionschef vid Bult-fabriken AB i Hallstahammar från 1946 samt bedrev egen konsult- och ingenjörsverksamhet från 1956.
I sitt första äktenskap var han gift 1934–1961 med Marie-Louise Lagergréen (1914–2001). De fick barnen Adolf 1936, Percy 1938, Louise 1949 och Susanne 1956. I andra äktenskapet var han gift från 1961 till sin död med sjuksköterskan Karin Johansson (1925–2008). Sonen Percy blev senare svärfar till Annika R. Malmberg Hamilton.